# کادمیم اکسید
کادمیم اکسید (به انگلیسی: Cadmium oxide) یک ترکیب شیمیایی با شناسه پاب‌کم ۱۴۷۸۲ است. شکل ظاهری این ترکیب، پودر بی رنگ (فرم آلفا) بلور قرمز-قهوه‌ای (فرم بتا) است.